# Poverty Reduction Strategy Papers
Poverty Reduction Strategy Papers (Strategiepapier zur Armutsminderung) sind eine Grundlage für ein Programm der Weltbank und des IWF.

## Die Strategien der Weltbank und des internationalen Währungsfonds
Die Bekämpfung der Armut und deren Halbierung bis 2015 wurde auf der Abschlusserklärung des Millennium-Gipfels der Vereinten Nationen zur übergeordneten Aufgabe der Weltgemeinschaft erklärt. Die Weltbank und der Internationale Währungsfonds (IWF) entwickelten einen umfassenden Ansatz zur Armutsbekämpfung, der das erste Mal bei der gemeinsamen Herbsttagung 1999 vorgestellt wurde. Der Ansatz setzt eine Erarbeitung von wirtschafts- und sozialpolitischen, makroökonomischen, strukturellen und sektorellen Strategien zur Armutsbekämpfung („Poverty Reduction Strategy“ = PRS) durch die Entwicklungsländer unter Einbeziehung betroffener gesellschaftlicher Gruppen (Parteien, Parlamente, Gewerkschaften, Unternehmerverbände, kirchliche Institutionen, Nichtregierungsorganisationen, Genossenschaften, Interessenverbände usw.) voraus.
Die „Poverty Reduction Strategy Papers“ (PRSP) sollen als Steuerinstrumente dienen und Grundlage für mittelfristige Strategien im Kampf gegen die Armut in den 70 ärmsten Ländern sein. Die Weltbank und der IWF sollen anschließend nach Genehmigung der Strategiepapiere mit anderen Akteuren (bilaterale Geldgeber, Nichtregierungsorganisationen usw.) nur noch überwachend und beratend wirken.
Hochverschuldete arme Länder („Heavily Indebted Poor Countries“ = HIPC), die sich um einen Schuldenerlass bemühen, Länder die einen Kredit von der IDA (International Development Association) oder IWF Gelder in Anspruch nehmen wollen, müssen ein PRSP erstellt haben. Die Armen sollen so über einen partizipativen Prozess mitentscheiden, welche Politiken und Strategien ihnen Auswege aus ihrer Lage eröffnet und um internationale Unterstützung werben.
Die PRSP sollen in einem kontinuierlichen Prozess alle drei Jahre der gegebenen Situation angepasst werden und folgende Bestandteile enthalten:
- Armutsanalyse: Definition von Armut und die davon Betroffenen
- Zielsetzung: Ausarbeitung von mittel- und langfristigen Zielen, und die Definition von Indikatoren für die Messung der Zielerreichung.
- Strategieentwicklung: Die Ausarbeitung einer integrierten Strategie zur Reduzierung der Armut.
- Umsetzung: Die Festlegung der Kosten der Strategie, die Ermittlung der eigenen Ressourcen und die zu erwartende Höhe externer finanzieller und technischer Unterstützung.
- Partizipationsprozess: Die Beschreibung des partizipativen Prozesses der Erstellung des PRSP sowie der Auswirkungen der Mitwirkung auf den Inhalt des PRSP.
- Überwachung und Auswertung: Die Darlegung des Nachfolgenden Prozesses und des geplanten Monitoring (Überwachungsinstrument).

## Ziele der Partizipation
Die PRSP haben es geschafft, die Partizipation der Betroffenen zu erhöhen und einen Dialog zwischen der Regierung und den gesellschaftlichen Akteuren zu erzwingen. Der Ansatz der Partizipation hat in vielen Ländern zum ersten Mal zu einer breiteren Diskussion über Struktur- und Armutsfragen geführt. Die hinter der Auflage von Weltbank und IWF stehende Idee war, dass die Armutsminderungs-Strategien, obwohl diese von Regierungen zu verantworten sind, mehr den Charakter von nationalen Strategien bekommen, die bei einem Regierungswechsel nicht automatisch zur Disposition stehen. Gleichzeitig sollten die Öffentlichkeit im Allgemeinen und die Betroffenen (also die Armen) im Besonderen so weit in die Diskussion einbezogen werden, dass sie durch ihre Teilnahme am politischen Prozess Einfluss auf das Verhalten von Regierungen und Verwaltungen ausüben können und sie auf dem vereinbarten Weg halten. Letztlich sollten die internen politischen Prozesse der Entwicklungsländer dadurch eine andere Qualität bekommen. Demokratische Prinzipien und die Pflicht von Regierungen, ihren Parlamenten und ihrer Bevölkerung gegenüber Rechenschaft abzulegen, sollten gestärkt werden.
Ein partizipativ entstandenes PRSP wird dann handlungsweisend sowohl für Regierungen der jeweiligen Entwicklungsländer als auch für die bi- und multilateralen Geber. Sie können somit ihre Handlungen an einer Strategie ausrichten, die Eigentum (ownership) des Landes ist und nicht von außen beeinflusst wurde. Sie hat also die nachhaltige Bekämpfung von Armut und ein sozial ausgewogenes Wachstum zum Ziel und basiert dabei auf Fakten.

## Kritik und Probleme
Probleme bei der zeitlichen Umsetzung der Armutsbekämpfungsstrategien spielen oft eine Rolle, da von Regierungen mit schwacher institutioneller Kapazität auf einmal verlangt wird, die sonst auferlegten Formulierungen der Strategien selbst herbeizuschaffen. Außerdem findet die Ausarbeitung häufig ohne Einbeziehung der ländlichen Bevölkerung statt, welche die Hauptbetroffenen darstellen. Allerdings können diese aus zeitlichen, organisatorischen und Kostengründen häufig nicht anwesend sein und nicht dabei mitwirken. Eine fadenscheinige Mitwirkung oder eine ledigliche Anhörung der Betroffenen war auch nicht selten der Fall.
Kritiker argumentieren ferner, dass die Kriterien, die zur Beurteilung der PRSPs von Weltbank und IWF verwendet werden, letztlich die Durchsetzung von neoliberalen Ziele, die auf dem Washington Consensus basieren, bedeutet, und dass diese letztlich zu einer Vergrößerung der Armut anstatt einer Verminderung führen würden.